# 北满特殊钢
建龙北满特殊钢有限责任公司（簡稱北滿特鋼），是一家中國鋼鐵公司。公司由山西建龙实业獨資擁有。公司位於黑龍江省齊齊哈爾市富拉爾基區。公司董事長為王雪原。

## 歷史沿革

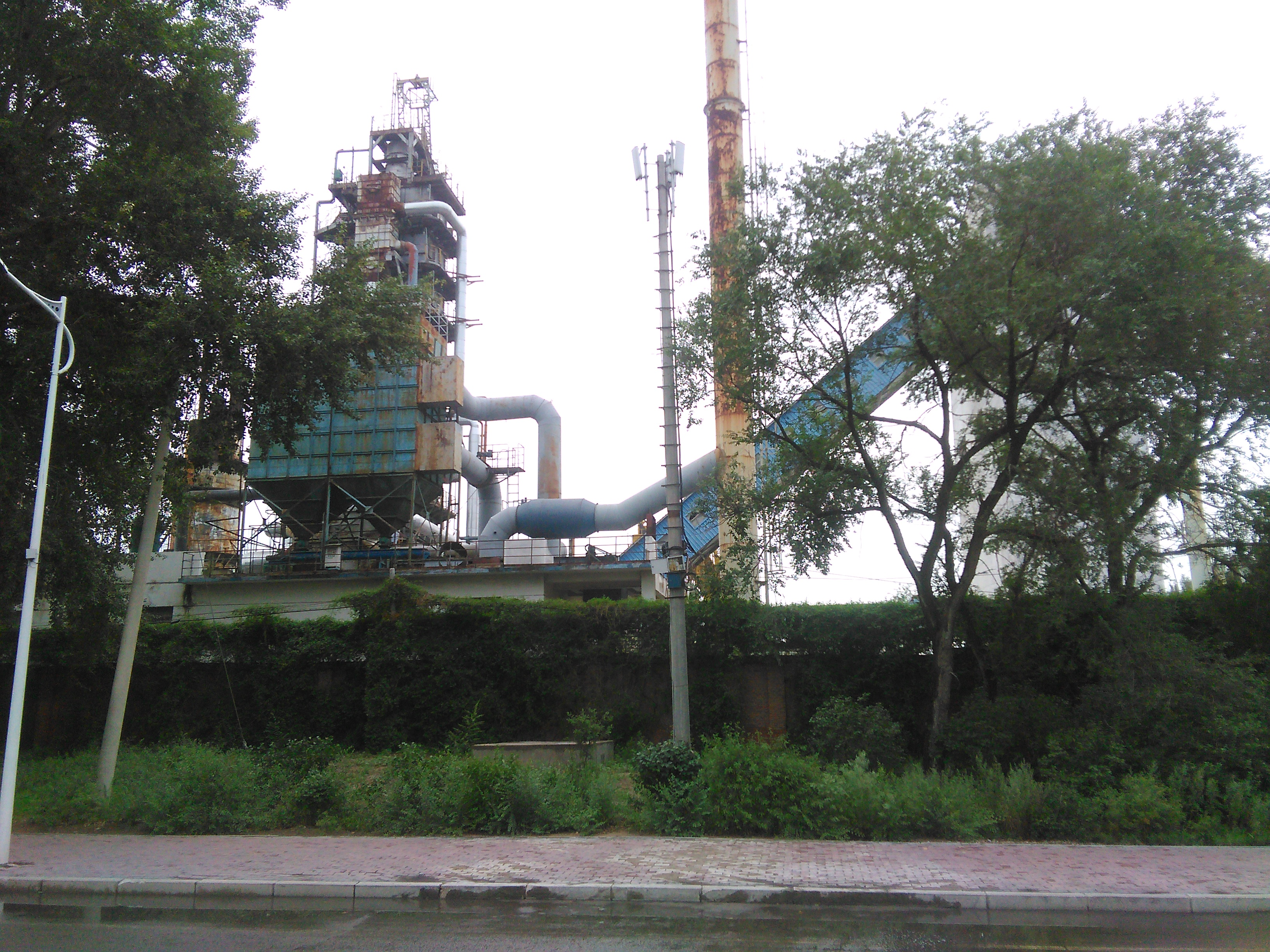
北满特钢厂区内设备，2017年沿江路拍摄

北滿特鋼前身是中國第一個五年計劃的156項重點工程之一，由蘇聯專家援助的富拉爾基特鋼廠。及後鋼廠更名改制為北鋼集團有限責任公司（北鋼集團）。1992年10月成立子公司「北满特殊钢股份有限公司」，並將集團部分鋼廠資產於上交所上市，是少數帶北滿洲地名的現代公司。1997年公司成為512家重點國有企業之一。
2001年鋼廠資產被售回北鋼集團，上市子公司則售予黑龍江省路橋建設集團有限公司借殼上市(今龍建路橋股份有限公司)。
及後北鋼集團改名為北满特殊钢集团有限责任公司。2004年黑龍江省國資委將手持大部分北滿特鋼股票注入遼寧特殊鋼集團有限責任公司（遼寧特鋼）作為註冊資本，遼寧特鋼改名為東北特殊鋼集團有限責任公司；北滿特鋼改名為东北特钢集团北满特殊钢有限责任公司。
2016年母公司東北特鋼發生多次債務違約。2017年建龙重工集团正式成為北满特殊钢的新大股東，改名建龙北满特殊钢有限责任公司  。

## 外部連結
- 北滿特鋼（页面存档备份，存于）